# Cabeço do Gato
O Cabeço do Gato é uma elevação portuguesa localizada no concelho da Madalena, ilha do Pico, arquipélago dos Açores.
Este acidente geológico tem o seu ponto mais elevado a 306 metros de altitude acima do nível do mar e encontra-se próximo do Cabeço Grande.